# غریبه‌ای در خانه
غریبه‌ای در خانه (به فرانسوی: L'inconnu dans la maison‎) یک فیلم سینمایی درام و جنایی فرانسوی به نویسندگی برنار استورا و کارگردانی ژرژ لوتنر با بازی ژان-پل بلموندو محصول سال ۱۹۹۲ است. این فیلم براساس رمانی از ژرژ سیمنون ساخته شده که پیش از این توسط آنری دوکوا در سال ۱۹۴۲ فیلمبرداری شده بود.
این فیلم پنجمین و آخرین همکاری این کارگردان با بلموندو بود و در اکرانش یک شکست تجاری سنگینی داشت. این فیلم در فرانسه فقط ۴۱۳٬۷۹۴ مخاطب در سالن سینماها داشت.